# خوان دومينغو كوردوبا
حزقيال دومينغو كوردوبا (بالإسبانية: Juan Domingo Córdoba)‏ (6 أغسطس 1972 بمحافظة سانتياغو ديل استيرو في الأرجنتين - ) هو ملاكم أرجنتيني، صنّف ضمن فئة وزن الذبابة الخفيف ‏.

## إحصائيات
خاض خلال مسيرته 43 نزالا، فاز في 34 وتعادل في 3 وخسر في 6. فاز بالضربة القاضية في 19 نزالا.

## روابط خارجية
- خوان دومينغو كوردوبا على موقع بوكس ريك (الإنجليزية) (registration required)